# طول بالك (برنامج)
طول بالك، برنامج كوميدي كويتي. إنتج وعرض في شهر رمضان لعام 2009، وهو بمثابة الجزء الثاني من برنامج وسع صدرك من بطولة طارق العلي وشاركه بحلقات مختلفة عدد من الممثلين، وأخرجه جابر الحربي واشترك بتأليف حلقاته عدد من الكتب.

## ضيوف الحلقات
- هيا الشعيبي.
- شهاب حاجيه.
- أحمد الفرج.
- علاء مرسي.
- علي الفرحان.
- جمال الردهان.
- زهرة الخرجي.
- محمد العجيمي.
- عبد العزيز جاسم.
- خالد البريكي.
- لمياء طارق.
- عيسى العلوي.
- مي البلوشي.
- فرحان العلي.
- هاني الطباخ.
- يونس العلوي.
- أبرار.
- مشعل الفرحان.
- فهد البناي.
- محمد تقي.
- سلطان العلي.
- ملاك.
- محمد باش.
- دانة المساعيد.